# STEAL!
『STEAL!』（スティール）は、Sprayから発売されたボーイズラブ系アダルトゲームである。2009年11月27日に初回限定版発売。

ジャンルは「ノンストップ学園ボーイズラブAVG」。

特殊な能力を持つ人物が集う学園で、盗みのプロフェッショナルを目指す　という物語の中でボーイズラブが展開されていく。

主人公総受けゲームである。

## あらすじ
主人公、”小林明日叶”は父の勧めでエリート学校”魁堂学園”に転入する。

さらに学園の中でも特別な存在とされる”美学行動科”に配属されるが、そこは”マニュスピカ”とよばれるプロ怪盗集団を養成するための教育機関であった。

各自が特殊な能力を持つ”チームグリフ”の一員となり、明日叶はマニュスピカになるべくミッションに立ち向かっていく。

## 登場人物
主要な登場人物
- 小林 明日叶（こばやし あすか） （声：神凪儚）

主人公。2月28日生まれ、魚座、170cm、AB型。魁堂学園2年生。ミッション内でのコードネームは“トゥルーアイズ”。
アメリカで暮らしていたが、事件に巻き込まれることが多く、自分の身を自分で守るために学園に入学。
物の真贋を見極める眼”トゥルーアイズ”を持つ。
幼少時代、特殊能力のせいで友達に馴染めず、自らその能力を封じた。
世間ズレしていない、真面目で素直な性格。ただ人見知り気味で、触られたり、他人と近づきすぎることが苦手。入学当初はあまり感情を表現することも少ないが、徐々に打ち解けていく様子も見られる。
父の職業はキュレーターで、現在も外国にいることが多い。
学食のベーグルとりんごジュースが好物。
- 藤ヶ谷 慧（ふじがや けい） （声：緑川光）

12月24日生まれ、山羊座、183cm、B型。2年生。コードネームは“Blue Black Jager”。通称“BBJ”。
卓越した身体能力を持ち、ミッションの最前線で活躍する。ボウガンを所持しており、特技は格闘、ボルダリングなど。日夜問わず、常に体を鍛えている。
しかし一匹狼的存在で、チーム内では常に孤立。会議などにはあまり参加しない。チームワークに欠ける性格。
明日叶が日本にいる頃の親友であり、お互いを唯一の存在としていたが、明日叶がアメリカに引っ越すことをきっかけに疎遠になってしまう。
その後、両親を失い学園の理事長の元で育つこととなる。両親を殺した男に復讐することを目的として生きている。
明日叶との再会後も初めのうちは拒絶を示すが、物語中にはお互いを気に掛ける場面がみられる。
故人ではあるが、父の職業は彫刻家。
メンバーをなぜかフルネームで呼ぶ。好物は卵の白身。好きな色は黒。
- クラウディオ・智久・ロッティ（くらうでぃお・ともひさ・ろってぃ） （声：三浦祥朗）

3月26日生まれ、牡羊座、188cm、O型。2年生。通称ディオ。コードネームは“舌先のイル・マーゴ”。
特技は話術。 かなりの自信家で俺様基質。2年生だが大人びていて、夜遊び好き。口先ひとつでどんなものでも落とせると豪語する。
ミッションでは、青年実業家や美術館の関係者などに扮し、次々にターゲットを騙していく。その普段とのギャップに当初は明日叶も唖然とするほどだった。
父はイタリアのマフィア。物語中も、時折イタリア語を使う。
ファミリーを大切にする面があり、メンバーとの中は良好だが、藤ヶ谷とだけは険悪な仲である。
好きな色はロッソコルサ。
- 二階堂 亮一（にかいどう りょういち） （声：前野智昭）

7月31日生まれ、獅子座、182cm、AB型。3年生。コードネームは“盤上のゲームマスター”。チームグリフのリーダー。四角いメガネをかけている。
特技は戦術。ミッションの作戦を考えたり、チームの総指揮をとっている。
性格はとても穏やか。転入して間もない明日叶に学園を案内したり、何かと面倒を見てくれる、グリフのお母さん的存在。
常に周りを気遣う、頼り甲斐のある上級生に見えるが、自分のことになるとズボラで、とても人間味のある人物。
歴史や美学が好きで、一度薀蓄を語りだすと止まらないという癖がある。この部分はチームメンバーから不評であり、本人も自覚している。
実家は旅館を営んでいる。5人きょうだいの長男。実家から送られてくる魚を見事にさばくシーンも見られる。
チェスが得意で、全日本ジュニアチャンピオンだった経歴を持つ。その時ネット上で出会った人物に、マニュスピカの事を聞き、学園に入学した。
絵や歌が苦手で、美術センスがとても残念。サンダルはおしゃれらしい。
ミッション時に使うコードネームは彼が付けているものである。
好きな色は青磁色。好物はカレー。
- 桐生 崇征（きりゅう たかゆき） （声：神谷浩史）

1月25日生まれ、水瓶座、180cm、A型。3年生。コードネームは“不可視なる侵入者”（インビジブルハッカー）。銀縁のメガネをかけている。
特技はプログラミング、ハッキングなど機械系全般。潜入先の様々な情報をハッキングし、改ざんするのが主な役割としている。その他爆弾の作成も行う。
とても冷徹な実力主義者。マニュスピカに対してすら懐疑的であり、明日叶に対しても何かと冷たい言葉を浴びせる。
ミッション中も独自で情報を必要以上に入手するなど、かなり攻撃的な性格である。
実は他メンバーとは立ち位置が違うため、物語後半では単独行動に出ることもある。
入学当初から風貌が変わっていないらしい。
好きな色はシルバーグレイ。好物はヴルスト。
- 中川 眞鳥（なかがわ まとり） （声：御勒院鷹磨）

5月30日生まれ、双子座、178cm、A型。3年生。コードネームは“優雅なるフェノメナ”。
特技は錠前破り。また、異常に手先が器用。ミッションでもあらゆる鍵をあっという間に開けて見せる。
優美な風貌と立ち振る舞いで、常に余裕をうかがわせる掴みどころのない雰囲気を持っている。
マッサージが得意で、明日叶や亮一も世話になっている。
低血圧で朝に弱く、不機嫌になると言葉遣いが乱れて”べらんめえ調”になってしまう。
何事も一歩ひいたところから楽しむタイプで、チームメイトに積極的に関わることはないが、チームやメンバーのピンチを救ったりする場面も見られる。
とある秘密を持っており、物語中でもときどき覗わせる。
ヒロをにゃんこ、太陽をわんこ、慧をジャガーさん、桐生をタカと呼ぶ珍しい人物。
好きな色は青。
- 楠本 興（くすもと はじめ） （声：堀江一眞）

9月3日生まれ、乙女座、181cm、B型。3年生。コードネームは“イノセント・レプリカ”。
見ただけで物のサイズがすべて正確に分かるという眼を持つ。また、贋作を短時間で精密に制作できる、天才贋作師である。
自分の力に絶対の自信を持っているため、贋作のこと以外はまるで関心がなく、興味のない状態が続くとどこでも眠ってしまう。
言葉がとぎれとぎれな、独特の話し方をする。口数は少ないが、言いたいことははっきりと言う、子供のような素直な性格。
あまりにも特別な能力のために実生活でも苦労することがあり、特殊な眼を持つ明日叶とお互い共感しあう部分がある。
名門修復師の一家の末っ子であり、祖父のいいつけを守らなけらばならなかったのだが、一度だけ破ってしまった過去がある。
実践訓練や体力作りの授業には興味がないので参加しないが、独自に武術を習得しており、かなり体力がある。
折り紙が得意で、作ったものをプレゼントしてくれたりもする。
マイペース同士気があうのか、意外にもヒロと仲が良い。
好きな色は忘れな草の青。好きな食べものは納豆で、なんにでもかけて食べる。
- 上里 ヒロ（うえさと ひろ） （声：皇帝）

10月7日生まれ、天秤座、168cm、B型。1年生。コードネームは“wicked nail”。
特技は俊敏な身のこなしを生かしたスリ、変装。
イタズラや、他人にちょっかいを出すのが好きな天真爛漫な性格で、ミッション中もついイタズラが過ぎてしまうことがある。
アメリカ育ちなためか目上の人にも遠慮がなく、当たり前のように上級生をあだ名で呼び、タメ口で話す。また、好きと嫌いがハッキリしている。
かわいいくてオシャレなものに目がなく、ネイルアートや服のリメイク、ハーブティが趣味。中指だけ爪を黒く塗っている。顔立ち、服装も派手で目を惹く存在である。
父は海外でも活躍する一流のメイクアップアーティスト。ハリウッド仕込みの特殊メイクをヒロも変装に使っている。
太陽とは犬猿の仲だが、２人が言い争う様子はとても子供っぽく微笑ましい。
好きな色はピンク。好きな食べものはケーキ。
- 土屋 太陽（つちや たいよう） （声：笹田貴之）

6月24日生まれ、蟹座、177cm、O型。1年生。コードネームは“電光石火”ブッちぎり“ライダー”。
特技は運転。気球やボートなど、どんな乗り物でも乗りこなすことができる。が、すこし荒っぽいのが難点。
グリフが集団で移動するためのバンの運転も担当。自分用のバイクは、過去に太陽が走り屋チームに所属していた当時から、愛用しているものである。
性格はいわゆるヘタレであまり頭が良くない。先輩には「～っス！」口調で話す。せわしなく動いているため、常にお腹をすかしている。
男気溢れるディオのことを、兄貴と呼んで慕っている。明日叶の事も尊敬しており、屈託なく話しかけてくる。嬉しそうに近づいてくる様子は、大型犬のようである。
ヒロとは犬猿の仲だが、太陽が先にバカにされるケースが多い。
親も元ヤンである。
その他の登場人物
- ムッシュー（むっしゅー）

体高100cm、8歳
かつてマニュスピカ犬として活躍していた、アイリッシュ・ウルフハウンドという種類の長毛な超大型犬。
現在は高齢のため、引退して寮で飼われている。グリフのラウンジにいることが多く、カーペットがお気に入りらしい。
賢く、空気の読める犬。
亮一をはじめ、グリフのメンバーが面倒をみている。
- 魁堂 静一郎（かいどう せいいちろう） （声：三宅淳一）

176cm、A型。34歳
マニュスピカ総理事長の息子で、魁堂学園の理事長。
物腰やわらかな印象だが、父の意志を継ぎ、有能な人材を育てることを第一に考えているため、ときにグリフに冷たい現実を突きつけることもある。
花の品種改良が趣味で、有毒植物に詳しい。
薬を使って都合の悪い記憶を消すこともできるらしく、多数の毒物を所持していると思われる。
- グレゴリー・ホーク（ぐれごりー・ほーく） （声：佐藤正治）

ホークファミリーというマフィアのボスでありながら、かつてマニュスピカに所属していた人物。
思想の違いからマニュスピカから離反することになったが、その後は自分たちが財宝を手に入れるため、様々な方法で悪事を働くようになった。
各キャラクターがホークとなんらかの形で因縁を持っている。
ストーリー終盤では”トゥルーアイズ”を持つ者でしか開けることのできない遺跡の扉を開けるために、直接明日叶を狙ってくる。

## 用語
- マニュスピカ

世界中の怪盗を集めた、超怪盗集団。
怪盗といっても偉大な価値を持つあまりに盗まれてしまった美術品を盗み返す、義賊のようなものである。
そのためマニュスピカには独自の美学があり、依頼方法など謎が多い。
実際には美術品に関わる人物も所属しており、明日叶の父もその一員である。
”マニュス”は”偉大な”　”ピカ”は”カササギ”を意味している。
- 魁堂学園

超セレブの子息が通う、全寮制男子校。設備が豪華で、警備も厚い。
普通科と美学行動科があり、美学行動科も午前中は通常授業がある。
- チームグリフ

主人公が所属することになる、美学行動科の中でも特に個性的なメンバーの集まったチーム。
個々の能力は他チームよりも格段に高いが、その反面チームワークに問題があり、過去何度もミッションを失敗させている。
チームは他に、”ベック”、”エル”、”ウイユ”がある。

## スタッフ
- シナリオ：秀香穂里、時野つばき
- 原画：赤名芽衣子
  - 主題歌『TRUE EYES』
作詞：ask
作曲：C.G mix
編曲：C.G mix・星野威
歌：C.G mix（I've）

## CD

### ドラマCD
- Drama CD STEAL!1st.mission -2010年7月22日発売
- Drama CD STEAL!2nd.mission -2010年8月13日発売
- Drama CD STEAL!恋するValentine -2011年2月23日発売
- Drama CD STEAL!愛されWhiteday -2011年4月6日発売

### 音楽CD
- STEAL!O.S.T.-2010年2月28日発売

## 書籍

### ビジュアルファンブック
- STEAL!公式ビジュアルファンブック -2010年6月25日発売

### 小説
- STEAL!ディオ編 -2010年9月19日発売

### 漫画
- STEAL! 慧編 -2011年4月9日発売